# قرعه‌کشی

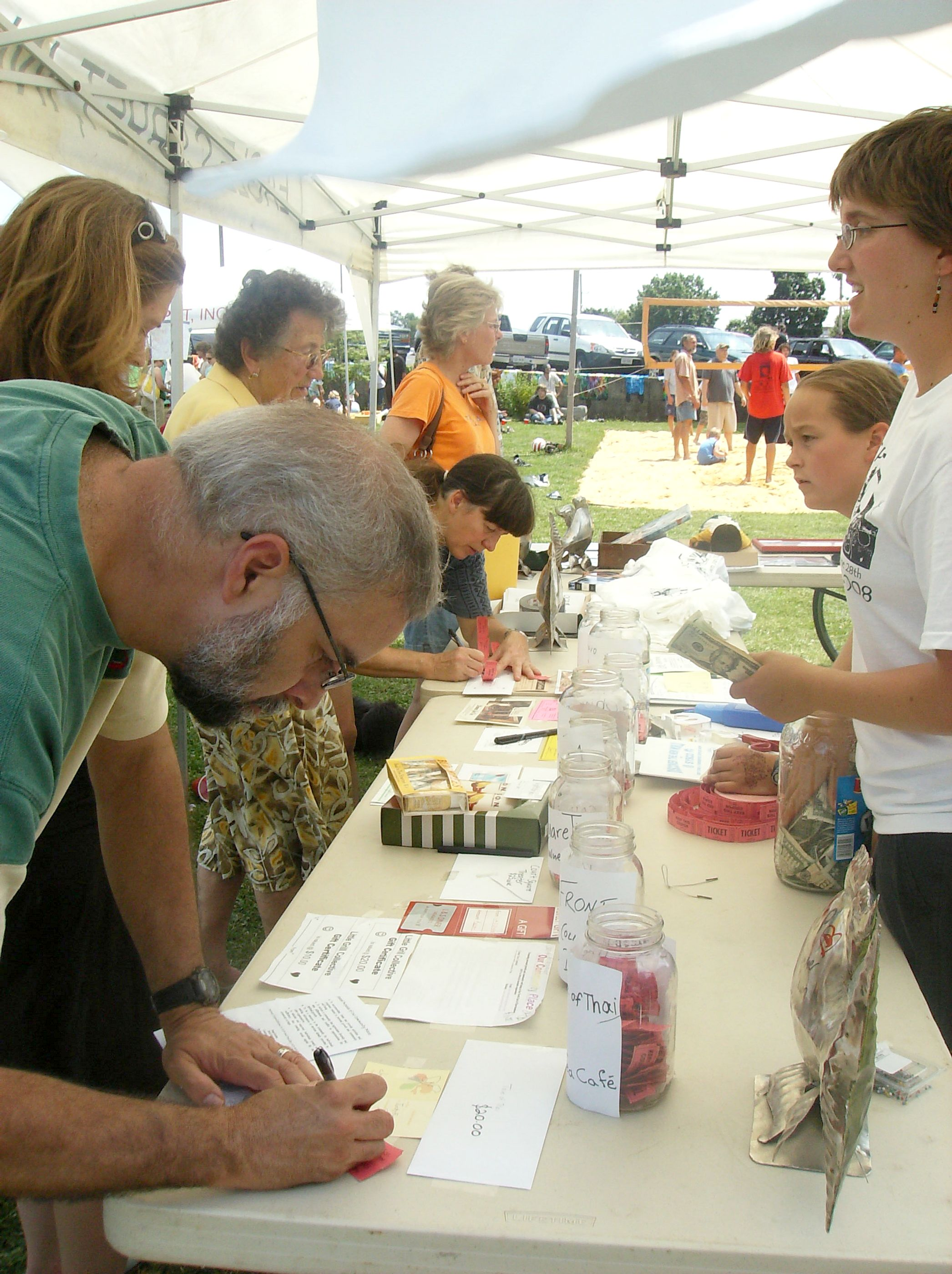
خرید بلیط های قرعه کشی رستوران در محله‌ای در هریسونبورگ، ویرجینیا

قرعه‌کشی روشی برای اهدای جوایز است که در آن از بین تمام شرکت کنندگان در قرعه کشی، تعداد محدودی به صورت تصادفی به عنوان برنده انتخاب می‌شوند.
بخت آزمایی یکی از انواع قرعه‌کشی است؛ این نوع قرعه‌کشی در برخی کشورها قمار محسوب می‌شود و قانونی نیست. نوع دیگری از قرعه کشی، توسط بانک‌ها در ایران انجام می‌شود که در آن تعدادی از دارندگان حساب‌های قرض‌الحسنه برندهٔ جوایزی می‌شوند.
نوع دیگری از قرعه کشی که در ایران محبوب شده است قرعه کشی در شبکه های مجازی مثل اینستاگرام است که برندگان مسابقه به صورت رندوم و آنلاین انتخاب می شوند. 
قرعه کشی ایران خودرو و سایپا هم به صورت فصلی در ایران برگزار می شود که این نوع قرعه کشی ها جهت حمایت از افراد کم درآمد و طرح جوانی جمعیت برگزار میشود نتایج و اعلام برندگان از طریق پورتال رسمی اعلام میشود.